# فيكي مورغان
فيكي مورغان (بالإنجليزية: Vicki Morgan)‏ هي عارضة أمريكية، ولدت في 9 أغسطس 1952 في كولورادو سبرينغس في الولايات المتحدة، وتوفيت في 7 يوليو 1983 في لوس أنجلوس في الولايات المتحدة بسبب إصابة كليلة.